# Damballa

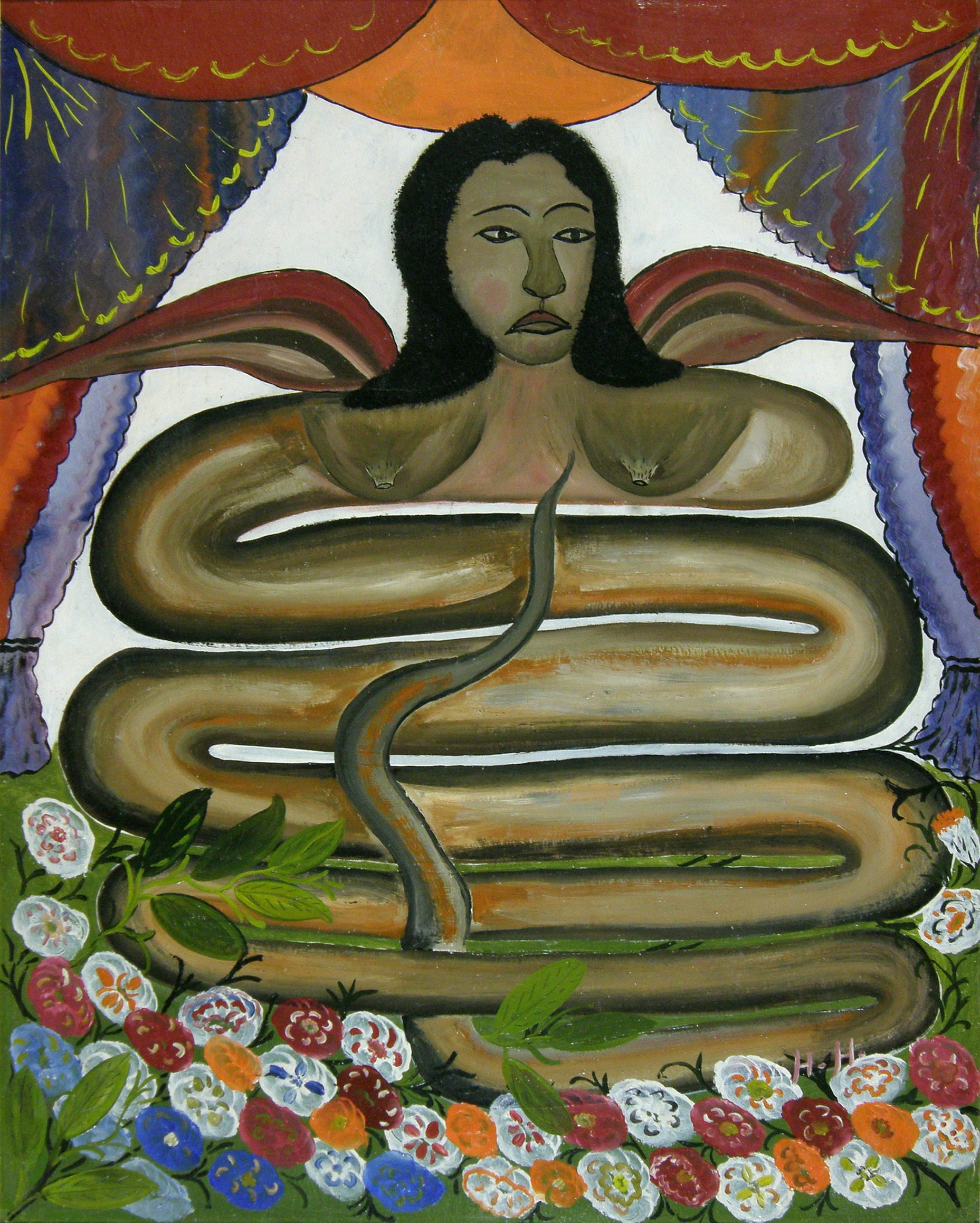
Pintura que representa a Damballa, del artista haitiano Hector Hyppolite.

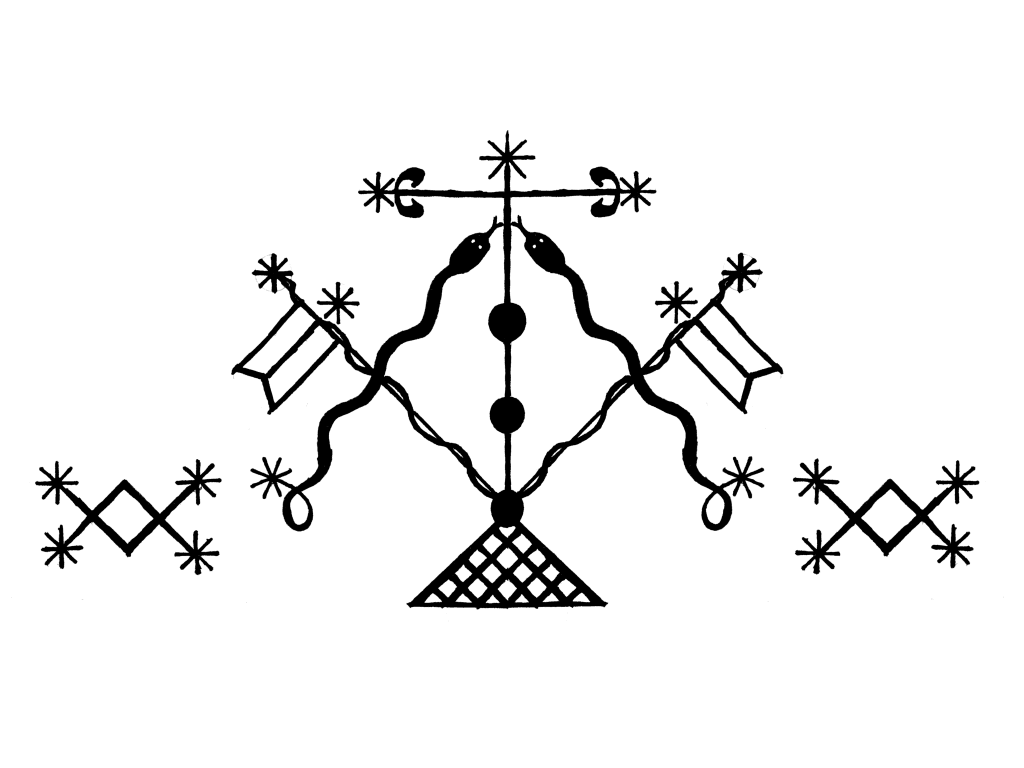
Veve de Damballa.

Damballa, también conocido como Damballah Wédo, en la religión vudú haitiana es un loa de la familia Rada que representa el principio masculino de la naturaleza. Iconográficamente se representa como una serpiente que ordena el respecto de otras fuerzas y reside en el primer lugar en el altar haitiano. Ayida-Wedo (su esposa) también es representada como una serpiente, ella representa al arcoíris. 
Damballa es una deidad primitiva que se remonta a los orígenes del vudú o vodún en África. Según la creencia popular se suele mover lentamente y con gracia, pero siempre con dignidad, aunque puede reaccionar con inusitada rapidez si es necesario. Es difícil comunicarse con Damballah, y ofrece su sabiduría a través de metáforas y acertijos. Damballa es el menos humano de los Loa. Aquellos montados por él actúan como serpientes, arrastrándose por el suelo, siseando y subiéndose a los árboles. Damballah raramente habla en una lengua humana. El día sagrado de Damballa es el jueves. Se lo sincretiza con San Patricio, la Virgen de las Mercedes y Moisés.
Aunque Ayida-Wedo es la esposa de Damballa, Erzulie Freda es su concubina. Probablemente la palabra "Zombi" derive de la palabra "nzambi", y que significa dios, en referencia a Damballa.

## En la cultura popular
Charles Lee Ray (también conocido como Chucky) habría usado un amuleto derivado de esta deidad para transferir su alma a un muñeco Good Guys.